# Ocean Falls
Ocean Falls  es una pequeña comunidad ubicada en la Costa Central de la Columbia Británica, en Canadá. Originalmente era una villa fabril cuya actividad giraba en torno a una planta de producción de papel. Solamente es accesible por vía acuática o por hidroavión y cuenta con muy pocos residentes permanentes, mientras que la población estacional se cifra en unos cientos de personas.

## Geografía y entorno
Ocean Falls se caracteriza por su abundancia de lluvia, aproximadamente 4 390 milímetros anualmente, y sus residentes son a veces conocidos como las "gentes de la lluvia" Situado alrededor de una cascada del lago Link con conexión directa con la ensenada Cousins, tiene recursos de energía considerables que están en gran parte sin explotar.

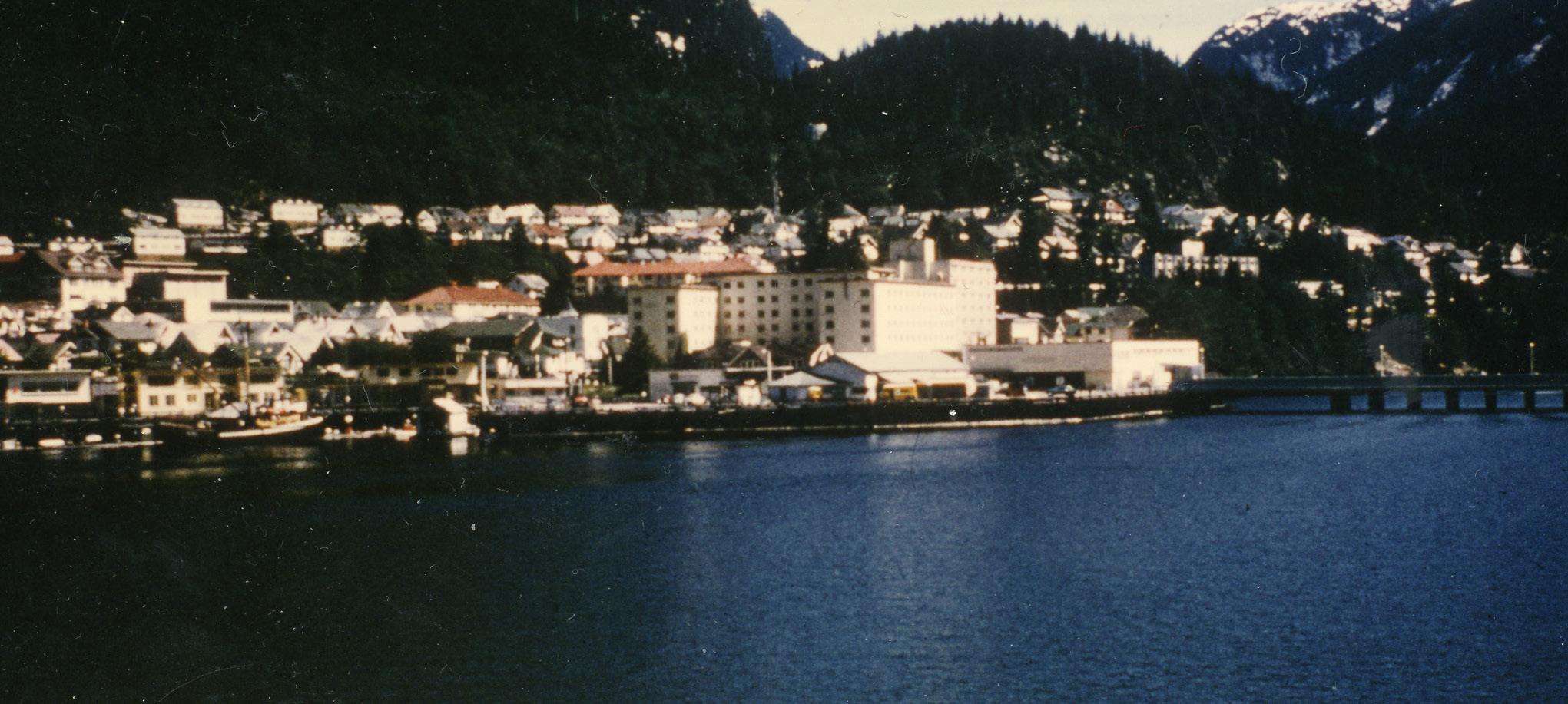
Un poco frecuente día soleado en Ocean Falls

## Historia
El pueblo de habla nativa heiltsuk habitaba la región costera que rodea Ocean Falls desde hace más de 9 000 años. En 1903, La "Bella Coola Pulp and Paper Company" inspeccionó la zona y quedó impresionada con el potencial de energía hidráulica del sitio. En 1906, la compañía continuó con la adquisición de 260 acres (1.1 km²) de tierra, para el establecimiento del primer asentamiento y tres años más tarde, prosiguieron con la construcción de un aserradero, un hospital y la escuela. En 1912, construyó un dique para el aprovechamiento hidroeléctrico y la fábrica de papel. Esta planta de Ocean Falls fue la mayor fábrica de la Columbia Británica durante muchos años. La pasta de madera, papel sulfito y sulfato se producía en dos máquinas de papel prensa, dos máquinas de papel "kraft" (papel de estraza) y una máquina de papel "tissue" (papel tisú). Buena parte de la energía eléctrica para la planta y la ciudad era producida por cuatro turbinas hidráulicas.
La población de Ocean Falls pasó de 250 personas en 1912 y a 3 500 en 1950.  Para la década de 1970, el número de habitantes había caído a 1 500 individuos. En 1990, sólo permanecían aproximadamente 70 personas, mayoritariamente ancianos.
La relación inversión beneficio de la original cambió considerablemente durante los muchos años de operación de la planta. Los bajos costes laborales y la energía barata hicieron que Ocean Falls fuera viable. No obstante, la ubicación remota, el aumento de los costes laborales y el alto costo operativo fueron hicieron que la planta dejase de ser atractiva. La producción de la planta de Ocean Falls fue enorme pero con el tiempo los costes de modernización fueron prohibitivos.
A inicios de los años setenta, la instalación era ineficiente y antieconómica. El dueño en aquel tiempo, la empresa Corona Zellerbach, decidió cerrar la planta y lo hizo definitivamente en marzo de 1973. El gobierno provincial compró la ciudad y la planta por un coste mínimo, unas cuantas semanas antes de la clausura prevista y mantuvo el molino en operación hasta 1980. La fábrica de Ocean Falls se unió así a otras plantas de pulpa que cerraron en las postrimerías del siglo XX en Columbia Británica. 
A día de hoy, buena parte de la ciudad ha sido demolida y muchos de los edificios que quedan en pie están en decadencia. No obstante, Ocean Falls mantiene una comunidad residencial y una red social de antiguos residentes.
Varios han sido los desastres que han golpeado a la ciudad. Un incendio residencial en 1950 mató a ocho personas, un deslizamiento de tierra en 1965 dejó un saldo de siete víctimas y la escuela Charleson resultó quemada en la noche entre el 21 y 22 de diciembre de 1969. A pesar de que nadie fuera seriamente afectado en el incendio de la escuela, la comunidad quedó traumatizada. La escuela fue cerrada durante tres días; varios maestros fueron a Bella Bella para obtener pupitres y las clases se dictaron desde el centro de la Legión Real Canadiense. El hospedaje Martin, un hotel de 600 camas, la nueva escuela y uno de los mayores gimnasios techados de la Columbia Británica, se abrieron en 1971.

## Economía e infraestructura
En su época de mayor esplendor, Ocean Falls llegó a contar con alrededor de 3 900 personas, con su sistema escolar, su propio hospital, uno de los hoteles más grandes de la provincia y una piscina cubierta donde muchos campeones entrenaban.
Ocean Falls es una típica “ciudad fábrica” donde la empresa opera y mantiene el pueblo por completo. Un director de la gerencia de la planta dirigió la asignación de apartamentos y casas de la ciudad para los trabajadores. Servicios como el agua, la electricidad y la calefacción estuvieron subvencionados por la compañía. El costo del alquiler del alojamiento era bastante bajo, lo que permitía a los residentes de Ocean Falls vivir con gastos fijos muy bajos. En el cercano Valle Martin, los residentes podrían adquirir sus propias casas familiares. Aun así, en la mayoría de los casos la compañía ofrecía una opción de recompra posterior para proteger el comprador que abandonaba la localidad. 
La ciudad disponía de un conjunto de opciones bastante amplio, en lo que respecta a alojamiento familiar y casas para solteros. La mayoría de los edificios se localizaba sobre las faldas, bastante empinadas, del cerro Caro Marion. La tienda principal de la ciudad y muchos otros comercios más pequeños estaban localizados a lo largo del frente marítimo y del puerto. El edificio del tribunal de Ocean Falls, la sala de la Legión, el edificio de la Policía Montada del Canadá y la oficina de correos se sitúan en la zona de puerto también. La mayoría de los caminos que conducen cerro arriba, fuera del área urbana y del puerto, fueron construidos para el transporte de madera. Estas carreteras eran capaces de soportar grandes vehículos, tales como camiones para transporte o camiones de bomberos. Había muy pocos automóviles en la ciudad y normalmente solo un taxi. La mayoría de los automóviles pertenecían a residentes del valle Martin.
El puerto está bien protegido de los vientos y había suficiente espacio en el muelle para las embarcaciones locales y para las de los visitantes. El puerto comercial fue dragado para poder recibir buques mercantes de ultramar que cargaban la producción de papel almacenada en los galpones de la planta. Llegaban grandes aviones anfibios y salían diariamente tales como Grumman Goose y Mallards, que atendían el tráfico de pasajeros a Vancouver y otras grandes localidades. La ciudad era abastecida por cargueros que traían los suministros desde Vancouver.
El único gran crucero que alguna vez recaló en Ocean Falls fue el SS Rotterdam, perteneciente a la Holland America, el 18 de mayo de 1997. El barco estaba alquilado el operador turístico de Columbia Británica, Wells Gray Tours. La ciudad tenía entonces solo 50 residentes, pero hospedaban sin problemas a los 1 100 visitantes que recibían. Había esperanza de que otros cruceros en ruta hacia Alaska empezarían a visitar Ocean Falls, pero eso nunca llegó a pasar.
Hay un cartel en la carretera que dice "13 de julio de 1929. Dad al mundo lo mejor que tengáis y lo mejor volverá a ti - Willy Buttner".
En la actualidad, en la ciudad hay una operación minera de Bitcoin debido a la disponibilidad de electricidad que de otra manera no se utilizaría. Después del cierre de la fábrica de papel, sólo un tercio de la capacidad energética de la presa de propiedad privada estaba en uso, ya que esto es todo lo que necesitaban las comunidades de Ocean Falls, Shearwater y Bella Bella. No hay líneas eléctricas que conecten la presa a la red eléctrica de América del Norte, por lo que no hay oportunidad de vender energía a ningún otro lugar que no sean las comunidades locales.

## Residentes notables
- Ralph Hutton, medalla de plata en natación en las olimpiadas de 1968.
- Jerrold Marsden, profesor de matemáticas y aplicaciones mecánicas, nacido aquí el 17 de agosto de 1942
- Oliva Sturgess, actriz de televisión y cine, nacida en Ocean Falls en 1933